# Gan Le'ummi H̱of HaSharon
Gan Le'ummi H̱of HaSharon (hebreiska: Gan Le’ummi H̱of HaSharon, גן לאמי חוף השרון) är ett naturreservat i Israel.   Det ligger i distriktet Centrala distriktet, i den norra delen av landet.